# Interface (tijdschrift)
Interface is een maandelijks verschijnend Nederlands vaktijdschrift en website met workshops, interviews, apparatuurrecensies en achtergronden voor muzikanten en producers en wordt uitgegeven door Interface Media BV. In 2008 werd het maandblad Keyboard Plus opgenomen in Interface. Vroeger werd de Interface Cd meegeleverd met het blad, sinds 2007 is dit vervangen door een downloadgedeelte, dat via de website is te bereiken. Interface is ook in België verkrijgbaar.